# 交感神经
交感神经（拉丁語：Sympathicus）和副交感神经共同组成自主神经系统。大部分的器官受到两者的共同支配，大部分情况下，两者相互拮抗（例外：唾液分泌），因而可以实现对该器官的精细调节，实现内环境的稳态。
交感神经一般控制与兴奋相关的行为，即战斗或逃跑反应。

## 解剖
交感神经系统的传出神经可分为节前神经元与节后神经元，节前神经元的起点分布于脊椎的T1至L2-L3之间。交感神经系统的节前神经元较短，通向椎旁神经节或椎前神经节。节后神经元较长，负责将信号从神经节传导至支配的器官（效应器）。
一些交感神经纤维没有换元就离开交感神经鏈，到达主动脉的椎前神经节，或者到达受支配器官的器官旁神经节。

### 副神经节
交感神经的一个特点是具有副神经节，最好的例子就是肾上腺髓部。这里的节后神经元是神经内分泌细胞，它们分泌的激素(主要是肾上腺素，部分去甲肾上腺素（去甲基肾上腺素）)直接入血，再被运送到目標器官。副交感神经系统活动主要在放松和恢复时期，这时心率减慢，呼吸变浅，汗腺活动减少，瞳孔缩小，血糖降低，皮肤和内脏血流增加。

## 生理功能
- 交感神经的功能可被“3FS”所概括，分別為：

Fight, Flight, Fright, or Sex（戰鬥、逃走、害怕或性興奮）
- 在“4E狀態”下會刺激交感神經：

Emergency, Embarrassment, Excitement, Exercise（緊急、尷尬、興奮、運動）
- 交感神经主要作用于平滑肌和腺细胞：

交感神经兴奋会抑制腺分泌、豎毛肌收縮、瞳孔放射肌收縮（瞳孔放大）、睫狀肌放鬆（使水晶體變得扁平，而可以看遠處）、刺激竇房結（心跳加快）、房室結（加快心臟電訊傳輸）、增強心臟收縮力、大部分動脈平滑肌收縮、到骨骼肌的動脈平滑肌放鬆、支氣管平滑肌放鬆（支氣管擴張）、抑制支氣管腺體分泌、消化道蠕動下降、抑制消化道腺體分泌、消化道括約肌收縮、消化道壁平滑肌放鬆、抑制胰臟外分泌腺分泌、抑制胰臟外分泌腺內分泌、腎素分泌、腎上腺素和去甲基腎上腺素分泌、膀胱壁放鬆、逼尿肌放鬆、射精、子宮（未懷孕）收缩、刺激糖解作用、糖質新生和脂肪分解。

## 外部連結
- 解剖學(Anatomy)-自主神經系統(autonomic nerve system)-1（页面存档备份，存于）
- 解剖學(Anatomy)-自主神經系統(autonomic nerve system)-2（页面存档备份，存于）